# Blaunacken-Mausvogel
Der Blaunacken-Mausvogel (Urocolius macrourus) ist ein afrikanischer Vogel aus der Familie der Mausvögel.

## Merkmale
Der 34 cm lange, plumpe Blaunacken-Mausvogel hat ein braunes oder graues fellartiges Gefieder mit einer Federhaube und einem blauen Nacken. Die verlängerten Mittelschwanzfedern machen mehr als die Hälfte der Körperlänge aus.
Er kann die erste und vierte Zehe sowohl nach vorne als auch nach hinten richten, was ihm sehr beweglich macht.
Häufige weiche und pfeifende, zweisilbige Rufe werden sowohl im Flug als auch von einer Sitzwarte abgegeben.

## Vorkommen
Das Verbreitungsgebiet erstreckt sich in einem breiten Band südlich der Sahara von Senegal bis Somalia und von dort südwärts bis nach Tansania. Der Vogel ist ein Bewohner der Dornbuschsavanne.

## Verhalten
Der Blaunacken-Mausvogel ist ein sehr geselliges Tier, das in Gruppen von 20 bis 30 Individuen lebt, mit denen es gemeinsam brütet, Staubäder nimmt, Futter sucht und sich ausgiebig wechselseitig putzt. Es ernährt sich hauptsächlich von grünen Blättern, die nur langsam verdaut werden. Daneben ergänzen Früchte, Samen und Insekten die Nahrung.

## Fortpflanzung
Die unordentlichen, flachen Schalennester aus Pflanzenmaterial, die oft mit grünen Blättern ausgekleidet sind, werden recht nahe beisammen in einem Busch oder Baum gebaut. Das Gelege aus durchschnittlich drei Eiern wird rund zwei Wochen lang bebrütet.

## Unterarten
Es sind sechs Unterarten bekannt:
- Urocolius macrourus macrourus (Linnaeus, 1766)[2] – Die Nominatform kommt in Mauretanien, im Senegal und in Gambia bis in den Osten Äthiopiens vor.
- Urocolius macrourus laeneni (Niethammer, 1955)[3] – Diese Unterart kommt im Aïr-Gebirge im Niger vor.
- Urocolius macrourus abyssinicus Schifter, 1975[4] – Diese Subspezies ist im zentralen und südlichen Äthiopien bis in den Nordwesten Somalias verbreitet.
- Urocolius macrourus pulcher (Neumann, 1900)[5] – Diese Subspezies kommt im Südosten des Sudans und dem Süden Somalias über Kenia bis in den Nordosten Ugandas und den Norden Tansanias vor.
- Urocolius macrourus griseogularis van Someren, 1919[6] – Das Verbreitungsgebiet dieser Unterart ist der Süden Sudans und der Osten der Demokratischen Republik Kongo und östlich bis in den Westen Tansanias.
- Urocolius macrourus massaicus Schifter, 1975[7] – Diese Unterart kommt im zentralen und östlichen Teil Tansanias vor.